# 25302 Niim
25302 Niim (1998 XW3) là một tiểu hành tinh vành đai chính được phát hiện ngày 9 tháng 12 năm 1998 bởi N. Sato ở Chichibu.